# Notoxus montanus
Notoxus montanus är en skalbaggsart som beskrevs av Thomas Casey 1895. Notoxus montanus ingår i släktet Notoxus och familjen kvickbaggar. Inga underarter finns listade i Catalogue of Life.